# Zuoquan
Zuoquan, tidigare även kallat Liaohsien (kinesiska:  遼縣?, pinyin: Liáo xiàn), är ett härad som lyder under Jinzhongs stad på prefekturnivå i Shanxi-provinsen i norra Kina.